# Weiler (Wüstung, Sixtenberg)
Weiler ([ˈvaɪ̯lɐ] ) ist eine Wüstung in der Gemarkung des Geiselwinder Gemeindeteils Sixtenberg im unterfränkischen Landkreis Kitzingen. Wahrscheinlich wurde das Dorf im 16. Jahrhundert aufgegeben. Die Gründe hierfür sind unklar.

## Geografische Lage
Die Wüstungsstelle ist durch Flurnamen genau eingrenzbar. Die Sixtenberger Flurstücke Weilerholz, Weileracker und Im alten Weiler erinnern an die ehemalige Siedlung. Wahrscheinlich lag der Ort ca. 700 m nordöstlich von Sixtenberg auf einer Hochfläche. Weiter östlich befand sich die heute ebenfalls wüst gefallene Siedlung Seeram. Heute verläuft dort die Grenze zwischen den Gemeinden Geiselwind und Burghaslach im mittelfränkischen Landkreis Neustadt an der Aisch-Bad Windsheim.

## Geschichte
Der Ortsname verweist auf die ehemalige Größe der Ansiedlung. Das mittelhochdeutsche Wort wiler bedeutet so viel wie Einzelgehöft oder kleines Dorf. Erstmals erwähnt wurde die Siedlung in der zweiten Hälfte des 15. Jahrhunderts. Damals, 1484, verkaufte Kunz von Vestenberg, der Bamberger Schultheiß, die Hälfte seines Gehöfts „zu Weyler“ an die Herren von Crailsheim. Wahrscheinlich bestand der Ort zu diesem Zeitpunkt lediglich aus diesem einen Hof.
Im 15. Jahrhundert war der Hof als Lehen der Grafen zu Castell an den Schultheißen gekommen, der ihn weiterveräußerte. Dieser Weiterverkauf ist auch in den Lehenbüchern der Casteller ersichtlich. Ab 1486 vergaben sie das Hofgut zu „Weiler“ an die Crailsheim. Im 16. Jahrhundert wurde der Ort wohl aufgegeben. In einem Lehenbuch des Hochstifts Würzburg wurde 1674 lediglich der „Weyler ackher“ verzeichnet. 1681 beschrieb man den Ort als „vor diesem ein Hoff gewesen“.